# Utah Jazz 1997-1998
La stagione 1997-98 degli Utah Jazz fu la 24ª nella NBA per la franchigia.
Gli Utah Jazz vinsero la Midwest Division della Western Conference con un record di 62-20. Nei play-off vinsero il primo turno con gli Houston Rockets (3-2), la semifinale di conference con i San Antonio Spurs (4-1), la finale di conference con i Los Angeles Lakers (4-0), perdendo poi la finale NBA con i Chicago Bulls (4-2).

## Classifica
| Squadra                | V  | P  | %    | GB |
| ---------------------- | -- | -- | ---- | -- |
| Utah Jazz              | 62 | 20 | 75,6 | -  |
| San Antonio Spurs      | 56 | 26 | 68,3 | 6  |
| Minnesota Timberwolves | 45 | 37 | 54,9 | 17 |
| Houston Rockets        | 41 | 41 | 50,0 | 21 |
| Dallas Mavericks       | 20 | 62 | 24,4 | 42 |
| Vancouver Grizzlies    | 19 | 63 | 23,2 | 43 |
| Denver Nuggets         | 11 | 71 | 13,4 | 51 |

## Roster
| \| Pos. \| Num. \| Naz. \| Nome \| Altezza \| Peso \| Data nascita \| Provenienza \| \| ---- \| ---- \| ---- \| ------------------- \| ------- \| ------ \| ------------ \| ----------------- \| \| G/AP \| 40 \| \| Anderson, Shandon \| 198 cm \| 94 kg \| 31-12-1973 \| Georgia \| \| A/C \| 55 \| \| Carr, Antoine \| 206 cm \| 102 kg \| 23-07-1961 \| Wichita State \| \| C \| 45 \| \| Cunningham, William \| 211 cm \| 113 kg \| 25-03-1974 \| Temple \| \| G \| 10 \| \| Eisley, Howard \| 188 cm \| 80 kg \| 04-12-1972 \| Boston College \| \| A/C \| 44 \| \| Foster, Greg \| 211 cm \| 109 kg \| 03-10-1968 \| Texas–El Paso \| \| G \| 14 \| \| Hornacek, Jeff \| 191 cm \| 86 kg \| 03-05-1963 \| Iowa State \| \| G \| 25 \| \| Hudson, Troy \| 185 cm \| 77 kg \| 13-03-1976 \| Southern Illinois \| \| A \| 31 \| \| Keefe, Adam \| 206 cm \| 104 kg \| 22-02-1970 \| Stanford \| \| A \| 32 \| \| Malone, Karl \| 206 cm \| 113 kg \| 24-07-1963 \| Louisiana Tech \| \| A \| 34 \| \| Morris, Chris \| 203 cm \| 95 kg \| 20-01-1966 \| Auburn \| \| C \| 0 \| \| Ostertag, Greg \| 218 cm \| 127 kg \| 06-03-1973 \| Kansas \| \| A \| 3 \| \| Russell, Bryon \| 201 cm \| 102 kg \| 31-12-1970 \| Long Beach State \| \| G \| 12 \| \| Stockton, John \| 185 cm \| 77 kg \| 26-03-1962 \| Gonzaga \| \| G \| 11 \| \| Vaughn, Jacque \| 185 cm \| 86 kg \| 11-02-1975 \| Kansas \| | Allenatore - Jerry Sloan Assistente/i - Gordon Chiesa - David Fredman - Phil Johnson - Kenny Natt - Mark McKown Legenda - (C) Capitano - (FA) Free agent - (S) Sospeso - (TW) Contratto Two-way - (GL) Assegnato a squadra G League affiliata - Infortunato Roster • Transazioni · Ultima transazione: 30 giugno 1998 |                        |                     |         |        |              |                   |
| Pos. | Num. | Naz.                   | Nome                | Altezza | Peso   | Data nascita | Provenienza       |
| G/AP | 40 | Stati Uniti (bandiera) | Anderson, Shandon   | 198 cm  | 94 kg  | 31-12-1973   | Georgia           |
| A/C | 55 | Stati Uniti (bandiera) | Carr, Antoine       | 206 cm  | 102 kg | 23-07-1961   | Wichita State     |
| C | 45 | Stati Uniti (bandiera) | Cunningham, William | 211 cm  | 113 kg | 25-03-1974   | Temple            |
| G | 10 | Stati Uniti (bandiera) | Eisley, Howard      | 188 cm  | 80 kg  | 04-12-1972   | Boston College    |
| A/C | 44 | Stati Uniti (bandiera) | Foster, Greg        | 211 cm  | 109 kg | 03-10-1968   | Texas–El Paso     |
| G | 14 | Stati Uniti (bandiera) | Hornacek, Jeff      | 191 cm  | 86 kg  | 03-05-1963   | Iowa State        |
| G | 25 | Stati Uniti (bandiera) | Hudson, Troy        | 185 cm  | 77 kg  | 13-03-1976   | Southern Illinois |
| A | 31 | Stati Uniti (bandiera) | Keefe, Adam         | 206 cm  | 104 kg | 22-02-1970   | Stanford          |
| A | 32 | Stati Uniti (bandiera) | Malone, Karl        | 206 cm  | 113 kg | 24-07-1963   | Louisiana Tech    |
| A | 34 | Stati Uniti (bandiera) | Morris, Chris       | 203 cm  | 95 kg  | 20-01-1966   | Auburn            |
| C | 0 | Stati Uniti (bandiera) | Ostertag, Greg      | 218 cm  | 127 kg | 06-03-1973   | Kansas            |
| A | 3 | Stati Uniti (bandiera) | Russell, Bryon      | 201 cm  | 102 kg | 31-12-1970   | Long Beach State  |
| G | 12 | Stati Uniti (bandiera) | Stockton, John      | 185 cm  | 77 kg  | 26-03-1962   | Gonzaga           |
| G | 11 | Stati Uniti (bandiera) | Vaughn, Jacque      | 185 cm  | 86 kg  | 11-02-1975   | Kansas            |